# Pátera de Titulcia
La Pátera de Titulcia, también denominada popularmente Medusa de Titulcia, es una pátera de plata y oro, del tipo phiále mesómphalos (o patera umbilicata en latín), que data de entre el siglo IV y el siglo III a. C., y que fue elaborada por los carpetanos, una comunidad que habitaba en la zona central de la península ibérica, principalmente en el curso alto del río Tajo y llegando a la cuenca alta del río Guadiana, en el territorio que comprende parte de las actuales provincias españolas de Guadalajara, Toledo, Madrid y Ciudad Real.
Actualmente se exhibe en la exposición permanente del Museo Arqueológico Regional de la Comunidad de Madrid en Alcalá de Henares.

## Hallazgo
La pátera fue hallada en el verano del año 2009 por el equipo de arqueólogos de la empresa ARQUEX en el oppidum de Titulcia, situado en la parte alta del actual municipio, en la provincia y Comunidad de Madrid perteneciente a la Comarca de Las Vegas.

## Simbología
Se trata de una pátera, plato de poco fondo que se usaba en ceremonias y ritos religiosos de la Antigüedad, como la libación, y que iconográficamente presenta algunos elementos helenísticos.

## Características
- Forma: pátera.
- Material: plata y oro.
- Contexto/Estilo: Edad del Hierro II, Ibérico-Helenístico.
- Técnica: Repujado y grabado.
- Iconografía: Cabeza de felino con un nimbo formado por dos serpientes.[3]
- Diámetro: 18 centímetros.

## Conservación
La pieza fue restaurada por miembros del Museo Arqueológico Regional de la Comunidad de Madrid.